# Уніо Еспортива Санта-Колома
У́ніо Еспорти́ва Са́нта-Коло́ма — андорський футбольний клуб із Санта-Коломи. Виступає у провідній лізі чемпіонату Андорри з 2008 року. Грає на стадіоні «Комуналь» місткістю 1 300 глядачів, який є власнітю Футбольної федерації Андорри, як і більшість стадіонів чемпіонату.

## Досягнення
- Чемпіон Андорри (1): 2023–24
- Володар Кубка Андорри (4): 2013, 2016, 2017, 2024.
- Фіналіст Кубка Андорри (2): 2010, 2011
- Володар Суперкубка Андорри (2): 2016, 2024